# Shibu
Shibu (categorie geschiedenis) is volgens het traditionele Chinese classificatiesysteem de tweede van de vier categorieën waarin de Chinese literatuur wordt verdeeld.

## Inhoud van shibu
De siku quanshu maakt binnen shibu onderscheid tussen de volgende 15 categorieën:
1. Zhengshi 正史 - De dynastieke standaardgeschiedenissen, 2 juan.
2. Biannianti 編年體 - annalen of kronieken, 2 juan.
3. Jishi benmo 紀事本末 - annalistische overzichten van zaken in hun oorsprong en afloop, 1 juan.
4. Bieshi 別史- niet officiële geschiedenissen, 1 juan.
5. Zashi 雜史 - gemengde geschiedenissen, lijken op bieshi, maar hebben een kleinere reikwijdte, 4 juan.
6. Zhaoling zouyi 詔令奏議 - verordeningen en memoranda (informele notities), 2 juan.
7. Zhuan ji 傳記 - biografieën, inclusief de resultaten van de ambtenarenexamens, 8 juan.
8. Shichao 史鈔 - uittreksels uit historische werken, 1 juan.
9. Zaiji 載記- gelijktijdige optekeningen, de geschiedenissen van de niet als legitiem erkende staten, 1 juan.
10. Shiling 時令 - reguleringen van de tijd: verordeningen van de politieke, economische en religieuze activiteiten die te maken hadden met de seizoenen, 1 juan.
11. Dili 地理 - geografische woordenboeken, omvat historische, nationale en lokale economie en topografie, maar ook religieuze tempels, bekende persoonlijkheden, literaire werken en lokale georgafische woordenboeken, 11 juan.
12. Zhiguan 職官 - regeringsfunctionarissen, officiële rangen en titels, 2 juan.
13. Zhengshu 政書 - politieke instituties, bureaucratie, politieke verhandelingen en verordeningen, 4 juan.
14. Mulu 目錄 - bibliografieën: gepubliceerde werken en inscripties, 3 juan.
15. Shiping 史評 - historische tekstkritiek gaat over grote histoprische gebeurtenissen, historische benaderingswijzen of complete historische werken, 3 juan. De bekendste historici die over de historische werkwijze schreven waren Liu Zhiji 劉知幾, (661-721) met zijn Shitong 史通, Algemeenheden over de geschiedenis) en Zhang Xuecheng 章學誠, (1738-1801), met zijn Wenshi tongyi 文史 通義, Algemene betekenis van historiografie), 3 juan.